# 想變成彩虹
想變成彩虹（日文：虹になりたい）是一首于2000年6月28日由夏之管推出的單曲。

## 収録曲目
1. 想變成彩虹（虹になりたい）
作詞、作曲：前田亘輝 編曲：夏之管
2. 紫陽花
作詞、作曲：前田亘輝 編曲：夏之管
3. 想變成彩虹
4. 紫陽花